# Massamba Tacko Fall
Massamba Tako (Masàmba Tàkko en wolof) est le troisième damel (souverain) du Cayor, un royaume pré-colonial situé dans l'ouest de l'actuel Sénégal. 
Succédant à son père, Amary Ngoné Sobel Fall, il règne pendant sept ans, de 1593 à 1600.
Trois fils que Massamba Tako eut avec Khourédia Kouly – Makhourédia Kouly, Biram Mbanga et Daou Demba et Malick Dior Madjiguène Fall – lui succèdent tour à tour. Massamba Tako avait épousé également sa nièce, Fatim y Gologne, dont il a un fils, Madior – futur damel –, ainsi qu'une Guelwar, Coumba Diodio, dont il a un autre fils, Makhourédia Coumba Diodio qui sera également damel en 1684.